# Кутзер, Пьер
Пьер Кутзер (англ. Pierre Coetzer, р. 12 июня 1961,Претория, Йоханнесбург,ЮАР) — южноафриканский боксёр-профессионал, выступавший в тяжёлой весовой категории.

## Профессиональная карьера
Дебютировал в 1983 году в бою с Исааком Ндламлинзе, которого победил техническим нокаутом в 1 раунде
Выиграл первые 9 боёв
В 1984 году встретился с Бернардом Бентоном. Бентон победил единогласным решением судей
Затем последовал ряд побед. Среди побежденных им соперников были Бэнни Кноэтзе, Рокки Секорски, Дэвид Джако, Ларри Фрейзер
В 1987 году состоялся реванш Кутзера и Бентона. На этот раз Кутзер победил нокаутом в 1-м раунде
В марте 1988 года состоялся бой между Пьером Кутзером и Осси Окассио. Окассио победил единогласным решением судей
Затем Кутзер выиграл два боя и в ноябре 1988 года снова встретился с Осси Окасио. На этот раз Кутзер победил единогласным решением судей.
После этого боя Кутзер выиграл ещё 14 боёв. Среди побежденных им соперников были Майк Уайт, Джеймс Притчард, Эверетт Мартин, Филипп Браун, Джонни Дю Плуй, Хосе Рибальта, Джери Халстед
После ряда побед Кутзер стал претендентом №1 место по версии IBF и имел право встретится с Эвандером Холифилдом, однако предпочёл встретится в эллюминаторе WBA с претендентом №2 Риддиком Боу. Бой состоялся 18 июля 1992 года в Лас-Вегасе, штат Невада. Боу ударил Кутзера ниже пояса в 6-м раунде, рефери Миллс Лейн снял с него 1 очко, и снова в 7-м . По этому случаю Кутзер отвернулся, ожидая, что будет Лейн сделает предупреждение Боу и опустил руки вниз и после чего пропустил правый апперкот. Боу затем пробил ещё два удара, которые вынудили Кутзера опуститя на канаты и Миллс Лейн вмешался и прекратил бой. «Бой определенно не должен был быть остановлен. Это был удар ниже пояса», – сказал Кутзер после боя. Тем не менее Боу победил спорным техническим нокаутом в 7-м раунде и в конце боя был впереди на карточках всех трёх судей.
В октябре 1992 года встретился  с Фрэнком Бруно. Бруно победил техническим нокаутом в 8-м раунде
В январе 1993 года встретился с Джорджем Форманом. Форман отправил Кутзера в нокдаун в 4-м и 8-м раундах и победил техническим нокаутом в 8-м раунде.